# Joseph Ventaja
Joseph Ventaja (ur. 4 lutego 1930 w Casablance, zm. 11 sierpnia 2003 w Bordeaux) – francuski bokser, brązowy medalista letnich igrzysk olimpijskich w Helsinkach w kategorii piórkowej.